# Megachile semilaurita
Megachile semilaurita là một loài Hymenoptera trong họ Megachilidae. Loài này được Mitchell mô tả khoa học năm 1927.